# Билич, Славен
Сла́вен Би́лич (хорв. Slaven Bilić, МФА: [ˈslaʋɛn ˈbiːlitɕ]; род. 11 сентября 1968, Сплит) — югославский и хорватский футболист, защитник, экс-игрок сборной Хорватии.

## Карьера игрока
Карьеру профессионального футболиста начал в главном клубе своего родного города «Хайдуке», в футбольную школу которого пришёл в девять лет. Одно время выступал на правах аренды за «Приморац» и «Шибеник». Затем возвратился в «Хайдук». После шести сезонов, проведённых за «Хайдук» в чемпионатах Югославии и Хорватии, в 1993 году перешёл за 750 тысяч фунтов в клуб немецкой Бундеслиги «Карлсруэ». Стал первым иностранцем в истории бундеслиги, ставшим капитаном команды. Был признан лучшим стоппером чемпионата Германии. Своей игрой за «Карлсруэ» (в том числе и в полуфинале Кубка УЕФА) привлёк внимание главного тренера английского «Вест Хэм Юнайтед» Гарри Реднаппа и переехал в Лондон за 1,3 млн фунтов в январе 1996 года. Успешные выступления Билича за клуб и сборную привели к тому, что в марте 1997 года «Эвертон» заплатил за его переход крупную сумму в 4,5 млн фунтов. Тем не менее Славен решил доиграть за «Вест Хэм» до конца сезона, пояснив это желанием уберечь команду от вылета из Премьер-лиги (за этот поступок также получил от «Вест Хэма» премию в размере 200 тыс. фунтов). В том сезоне «Вест Хэм» занял более высокое место в турнирной таблице, чем «Эвертон». В августе 1997 года присоединился к «Эвертону». Новый главный тренер клуба Говард Кендалл доверил ему роль лидера обороны, однако первый сезон стал для хорвата очень неудачным из-за многочисленных предупреждений, которые привели к дисквалификации на несколько матчей. После чемпионата мира получил тяжёлое растяжение мышц паха, потребовавшее долгого лечения и реабилитации. После четверти сезона, проведённой на лечении в Хорватии, вернулся в «Эвертон», который возглавил Уолтер Смит. Иногда Славен показывал хороший уровень игры, но много матчей пропускал из-за травм и дисквалификаций, и в июле 1999 года «Эвертон» предложил Биличу подыскать себе новый клуб. Не найдя достойных предложений в Англии, продолжил выступать только за сборную, всё ещё получая свою зарплату в 27 тыс. фунтов в неделю по контракту с «Эвертоном» и живя при этом в Загребе. Наконец, в феврале 2000 года «Эвертон» выплатил Биличу неустойку за 28 месяцев, оставшихся по контракту, в размере 1 млн фунтов, а через 2 дня Билич вновь стал игроком «Хайдука», в котором вскоре завершил карьеру игрока.

### В сборной
Хорошо проявил себя в составе сборной на чемпионате Европы 1996 года, который проходил в Англии, отправился в качестве игрока основного состава сборной Хорватии. Хорваты успешно преодолели групповой раунд турнира, но уступили в четвертьфинале будущим чемпионам немцам. Как и другие хорватские футболисты, блеснул на чемпионате мира 1998 года, где его сборная заняла третье место, уступив лишь будущим чемпионам мира французам. Всего же за национальную команду сыграл 44 матча, забил 3 мяча.

## Тренерская карьера

### Сборная Хорватии
В 2004 году, вместе с бывшим партнёром по сборной Алёшей Асановичем, возглавил молодёжную сборную Хорватии (до 21 года) и руководил ей в отборочном турнире к молодёжному чемпионату Европы 2006 года. Его команда успешно прошла групповой турнир, но в серии плей-офф уступила сборной Сербии и Черногории.
25 июля 2006 года Футбольная федерация Хорватии назначила Билича главным тренером национальной сборной после того, как был уволен предыдущий наставник команды Златко Кранчар, не сумевший вывести Хорватию из группы на Чемпионате мира 2006 года. В тренерский штаб Билича вошли известные по прошлым выступлениям за сборную Хорватии футболисты: Алёша Асанович, Роберт Просинечки, Никола Юрчевич и Марьян Мрмич. Первая официальная игра сборной Хорватии под руководством Билича прошла в Москве со сборной России и завершилась нулевой ничьей. В отборочном цикле на Евро-2008 Хорватия с первого места пробилась на чемпионат, опередив сборные России и Англии. В четвертьфинале Евро-2008 Хорватия проиграла Турции: исход встречи решила серия пенальти. На чемпионат мира 2010 сборная Хорватии не попала, оказавшись в своей отборочной группе ниже Англии и Украины. Перед чемпионатом Европы 2012 Славен объявил, что это будет последний турнир, на котором он будет тренировать сборную. В финальной стадии Евро-2012 сборная Хорватии не смогла выйти из группы, обыграв ирландцев (3:1), сыграв вничью с итальянцами (1:1) и уступив испанцам (0:1).

### «Локомотив»
14 мая 2012 года подписал трёхлетний контракт с московским «Локомотивом» и возглавил «железнодорожников» после окончания Евро-2012. Сезон под управлением Билича «Локомотив» провёл крайне неудачно, заняв лишь 9-е место по итогам чемпионата, что стало худшим результатом клуба в истории чемпионатов России. Причиной плохого выступления команды под руководством Билича, по мнению Дениса Глушакова, было то, что хорвату не хватало характера, чтобы наладить дисциплину и сплотить команду в нужный момент, как это удавалось в своё время Юрию Семину. Игрок назвал Билича самым слабым специалистом, с кем ему приходилось работать. 17 июня 2013 года уволен с поста главного тренера «Локомотива».

### «Бешикташ»
26 июня 2013 года Билич подписал трёхлетний контракт с «Бешикташем». Зарплата хорватского тренера в первом сезоне составит € 1,5 млн, во втором сезоне — € 1,6 млн, в третьем — € 1,7 млн. При этом УЕФА лишила турецкий клуба права выступать в Лиге Европы в сезоне 2013/14 из-за скандала с договорными матчами. В турецком клубе Билич не сумел добиться выдающихся результатов и по окончании сезона 2014/15 покинул пост.

### «Вест Хэм Юнайтед»
9 июня 2015 года Билич подписал контракт с английским клубом «Вест Хэм Юнайтед». Несмотря на ранний вылет из розыгрыша Лиги Европы, команда Билича успешно начала сезон в Премьер-лиге, одержав три выездные победы над «Арсеналом», «Ливерпулем» и «Манчестер Сити». Согласно данным статистического ресурса Squawka Football, «Вест Хэм» впервые в своей истории смог добиться трёх выездных побед над этими клубами в одном сезоне. В конце октября коллектив под руководством Билича одержал победу и над действующим чемпионом Премьер-лиги — лондонским «Челси». По итогам чемпионата «Вест Хэм Юнайтед» поднялся с 12-го на 7 место. 6 ноября 2017 года «Вест Хэм» объявил об уходе Билича с поста главного тренера.

### «Аль-Иттихад» (Саудовская Аравия)
После почти годичного перерыва в карьере Билич в октябре 2018 года был назначен главным тренером «Аль-Иттихада», однако за неполный сезон значительных успехов не добился и был отправлен в отставку в феврале 2019 года.

### «Вест Бромвич Альбион»
1 июля 2019 года Билич возвратился в Англию, возглавив «Вест Бромвич Альбион». По итогам сезона 2019/2020, клуб сумел занять 2-е место в Чемпионшипе, финишировав вслед за «Лидс Юнайтед» и вернуться в Премьер-лигу. Однако, в элитном дивизионе команда стала одним из аутсайдеров, набрав только 7 очков в 13 матчах, обыграв лишь «Шеффилд Юнайтед» со счётом 1:0, а после ничьей с «Манчестер Сити» (1:1), которая стала 4-й для клуба в сезоне, хорватский специалист был отправлен в отставку.

### «Бэйцзин Гоань»
6 января 2021 года китайский «Бэйцзин Гоань» объявил о подписании контракта со Славеном Биличем сроком на два года.

## Достижения

### В качестве игрока
Командные
- Чемпионат Хорватии:
  - Чемпион (2): 1992, 2001
  - Вице-чемпион: 1993
- Кубок Югославии:
  - Обладатель: 1991
  - Финалист: 1990
- Кубок Хорватии:
  - Обладатель: 1993
  - Финалист: 2001
- Суперкубок Хорватии:
  - Обладатель (2): 1992, 1993
- Кубок Интертото:
  - Обладатель: 1996

Сборная
- Чемпионат мира:
  - Бронзовый призёр: 1998

### В качестве тренера
- Чемпионат Хорватии:
  - Вице-чемпион: 2002
- Чемпионат Турции:
  - Бронзовый призёр (2): 2014, 2015
- Чемпионат Европы
  - Четвертьфиналист: 2008
- Чемпионшип:
- Вице-чемпион: 2020

## Жизнь вне футбола
Билич имеет академическую степень юриста. Разведён. В течение пятнадцати лет состоял в браке с юристом Андрианой, имеет сына Лео и дочь Алану. Помимо хорватского, свободно владеет английским, немецким и итальянским языками, изъясняется на русском, турецком и испанском
. По мнению журналистов и болельщиков, считается самым экстравагантным тренером в мировом футболе: руки Билича украшены татуировками, он курит, долгое время носил серьгу в левом ухе.
Билич — католик: он носит всегда медальон со святым Антонием Падуанским, а также иногда надевает медальоны с изображением Иоанна Павла II и носит футболку с изображением Богоматери.
Определяет себя как социалиста.
О Биличе выпущены две биографические книги, авторами которых являются Владо Бурушич и Анте Батинович.
Является послом доброй воли ЮНИСЕФ с 2008 года.

### Rawbau
Славен Билич играет на гитаре в группе Rawbau, основанной в 2004 в городе Сплит.
Воспитанный на музыке AC/DC, Slayer, Iron Maiden и Metallica, Билич серьёзно подходит к написанию текстов и звучанию композиций. Музыка Rawbau представляет собой мелодичный и агрессивный рок с текстами, затрагивающими социальные проблемы общества. Его мнение о важности текстов в музыке:

Почти вся хорватская музыка — это набор банальностей вроде «Я люблю тебя, бла-бла-бла». Этой ерунде нет места в моей музыке, я пишу о настоящих вещах: об обществе, нищете, войне, политике…
В 2004 году на лейбле Dallas Records был выпущен первый и на данный момент единственный полноформатный альбом коллектива, который так и называется — Rawbau. Продюсированием композиции занималась одна из пивоваренных компаний Загреба.
| №   | Название       | Длительность |
| --- | -------------- | ------------ |
| 1.  | «Imam San»     |              |
| 2.  | «Bijeg»        |              |
| 3.  | «Jel' Te Sram» |              |
| 4.  | «Ludilo»       |              |
| 5.  | «Sanjam»       |              |
| 6.  | «Dolaziš»      |              |
| 7.  | «Kasno Je»     |              |
| 8.  | «Kako Dalje?»  |              |
| 9.  | «Križ»         |              |
| 10. | «Tejkitize»    |              |

Можно выделить трек «Imam San», включающий в себя легендарные речи Франко Туджмана, Мартина Лютера Кинга и Джона Кеннеди.
В июне 2008 года Rawbau заняла 1-е место в хорватском хит-параде с песней, которую Билич написал специально для Евро-2008. Называется она «Vatreno Ludilo» («Fiery Madness»), «Пламенное безумие». «Пламенные» — это одно из прозвищ сборной Хорватии.
Также группа сняла клипы на балладу «Jel’ Te Sram», песни «Ludilo» и «Vatreno Ludilo». Съёмки видеоклипа на песню «Vatreno Ludilo» прошли 19 апреля в Сплите, родном городе тренера. Официальная презентация клипа состоялась в мае. У Rawbau есть песни, не вошедшие в альбом: «Od pakla do raja» и «Sto tona srca».

## Награды
- В 1997 году получил две награды: по версии газеты Novi list он был признан лучшим спортсменом года, по версии газеты Sportske novosti получил звание футболиста года.

## Статистика в качестве главного тренера
| Хайдук                   | 21.11.2001 | 04.05.2002 | 17  | 11  | 4   | 2   | 64,70 |
| Сборная Хорватии (до 21) | 18.08.2004 | 01.08.2006 | 18  | 10  | 2   | 6   | 55,55 |
| Сборная Хорватии         | 01.07.2006 | 30.06.2012 | 62  | 39  | 14  | 9   | 62,90 |
| Локомотив                | 14.05.2012 | 17.06.2013 | 32  | 13  | 7   | 12  | 40,62 |
| Бешикташ                 | 26.06.2013 | 30.05.2015 | 82  | 44  | 21  | 17  | 53,65 |
| Вест Хэм Юнайтед         | 9.06.2015  | 06.11.2017 | 110 | 42  | 30  | 38  | 38,18 |
| Аль-Иттихад              | 5.10.2018  | 24.02.2019 | 17  | 4   | 5   | 8   | 45,25 |
| Вест Бромвич Альбион     | 1.07.2019  | 16.12.2020 | 65  | 26  | 21  | 18  | 49,86 |
| Бэйцзин Гоань            | 6.01.2021  | н.в.       | 0   | 0   | 0   | 0   | 00,00 |
| Всего                    | Всего      | Всего      | 403 | 189 | 104 | 110 | 51,13 |

Данные откорректированы по состоянию на 6 января 2021 года